# Архангельский, Алексей Леонидович
Алексе́й Леони́дович Арха́нгельский (9 сентября 1986) — российский футболист, вратарь.

## Биография
Воспитанник вышневолоцкого футбола. В 2006 году провёл 2 матча за «Дариду» из Ждановичей, выступавшую в Высшей Лиге Белоруссии, пропустил 1 мяч. В 2008—2009 гг. играл за ФК «Дмитров», за который провёл 49 матчей в зоне «Запад» Второго дивизиона чемпионата России. В 2010 году перешёл в «Волочанин-Ратмир», за который провёл 13 матчей. В 2011 году перешёл в мурманский «Север», за который сыграл 15 матчей. В 2012 году вернулся в «Волочанин-Ратмир», за который выступает по настоящее время.
28 июня 2009 года, во время матча между владимирским «Торпедо» и ФК «Дмитров» (1:0), после опасного момента у ворот гостей на 35-й минуте, Архангельский, защищавший ворота «Дмитрова», нанёс несколько ударов защитникам, за что получил от судьи Юрия Бавыкина жёлтую карточку.